# Спурий Мумий
Спурий Мумий (на латински: Spurius Mummius) e военен, писател и политик на Римската република през 2 век пр.н.е. Той е приятел и участник в кръга на Сципион Емилиан, споменат от Цицерон в трактат Брут.

## Биография
Произлиза от плебейския род Мумии (gens Mummia), син на Луций Мумий (народен трибун през 187 пр.н.е.) и брат на Луций Мумий Ахаик (консул 146 пр.н.е.).
През 146 пр.н.е. и 145 пр.н.е. той е легат при брат си. През 140/139 пр.н.е. е легат и пратеник в Египет и Гърция със Сципион Емилиан и Луций Цецилий Метел Калв.